# Thomas Roditi
Pour les articles homonymes, voir Roditi.
Thomas Roditi est un acteur français. 
Spécialisé dans le doublage, il est entre autres la voix française de Robert Pattinson, Gilles Marini, Ian Harding et Taylor Kinney.

## Doublage
Sources : RS Doublage, Doublage Séries Database, Anime News Network et Planète Jeunesse.

### Cinéma

#### Films
- Robert Pattinson dans (23 films) :
  - Twilight, chapitre I : Fascination (2008) : Edward Cullen
  - How to Be (2008) : Arthur
  - Twilight, chapitre II : Tentation (2009) : Edward Cullen
  - Remember Me (2010) : Tyler Hawkins
  - Twilight, chapitre III : Hésitation (2010) : Edward Cullen
  - De l'eau pour les éléphants (2011) : Jacob Jankowski
  - Twilight, chapitre IV : Révélation, 1re partie (2011) : Edward Cullen
  - Bel-Ami (2012) : Georges Duroy
  - Twilight, chapitre V : Révélation, 2e partie (2012) : Edward Cullen
  - Cosmopolis (2012) : Eric Packer
  - The Rover (2014) : Reynolds
  - Life (2015) : Dennis Stock
  - The Lost City of Z (2017) : Henry Costin
  - Good Time (2017) : Constantine « Connie » Nikas
  - High Life (2018) : Monte
  - Pionnière (2018) : Samuel Alabaster
  - Le Roi (2019) : Louis de Guyenne
  - The Lighthouse (2019) : Ephraim Winslow
  - Tenet (2020) : Neil
  - Waiting for the Barbarians (2020) : Mandel
  - Le Diable, tout le temps (2020) : Preston Teagardin
  - The Batman (2022) : Bruce Wayne / Batman
  - Mickey 17 (2025) : Mickey Barnes

- Scoot McNairy dans (7 films) :
  - Promised Land (2012) : Jeff Dennon
  - Twelve Years a Slave (2013) : Brown
  - Black Sea (2014) : Daniels
  - Batman v Superman : L'Aube de la justice (2016) : Wallace Vernon Keefe
  - War Machine (2017) : Sean Cullen
  - My Deer Hunter Dad (2018) : Greg
  - Nightbitch (2024) : le mari

- Matthew Rhys dans (5 films) :
  - La Tranchée (2002) : Doc
  - Love (et ses petits désastres) (2006) : Peter Simon
  - Pentagon Papers (2018) : Daniel Ellsberg
  - Mowgli : La Légende de la jungle (2018) : John Lockwood Kipling
  - L'Extraordinaire Mr. Rogers (2019) : Lloyd Vogel

- John Cho dans :
  - American Pie 2 (2001) : John
  - American Dreamz (2006) : Ittles
  - Arnaque à la carte (2013) : Daniel Casey

- Raza Jaffrey dans : 
  - The Rendezvous (2016) : Jake Al-Shadi
  - Le Rythme de la vengeance (2020) : Keith Proctor
  - Sweet Girl (2021) : Vinod Shah

- Jesse Metcalfe dans :
  - Open Source (2020) : Derek Miller
  - Killing Field (2021) : Paul
  - Fortress: Sniper's Eye (en) (2022) : Paul

- Alex Pettyfer dans : 
  - Echo Boomers (en) (2020) : Ellis Beck
  - The Infernal Machine (en) (2022) : Dwight Tufford
  - Le Ministère de la Sale Guerre (2024) : Geoffrey Appleyard (en)

- Ron Livingston dans : 
  - Trop loin pour toi (2010) : Will
  - Shangri-La Suite (2015) : Elvis Presley

- Taylor Kinney dans : 
  - The Forest (2016) : Aiden
  - Here and Now (2018) : Jordan

- Michele Morrone dans :
  - 365 Jours : Au lendemain (2022) : Adriano
  - L'Ombre d'Emily 2 (2025) : Dante Versano

- Iván Sánchez dans :
  - À contre-sens (2023) : William Leister
  - À contre-sens 2 (2024) : William Leister

- 1999 : Le Projet Blair Witch : Joshua « Josh » Leonard (Joshua Leonard)
- 1999 : 35 heures, c'est déjà trop : Brian (Todd Duffey) et Drew (Greg Pitts)
- 1999 : Central Park Story : Matthew (Christian Camargo)
- 2000 : Dracula 2001 : Simon Sheppard (Jonny Lee Miller)
- 2000 : Piège fatal : Nick Cassidy (James Frain)
- 2001 : Carton rouge : Nitro (Stephen Walters)
- 2002 : K-19 : Le Piège des profondeurs : Sergei (Dmitry Chepovetsky)
- 2002 : Le Club des libertins : Delaney (Vincent Walsh)
- 2003 : Honey : Michael Ellis (David Moscow)
- 2003 : Master and Commander : De l'autre côté du monde : Tom Pullings (James D'Arcy)
- 2003 : Prisonniers du temps : Lord Oliver de Vannes (Michael Sheen)
- 2004 : Spin Kick : Min-gyu (Hyun Bin)
- 2004 : Manipulations (en) : Ray (William L. Johnson)
- 2004 : Le Fils de Chucky : Stan (Steve Lawton)
- 2005 : Le Territoire des morts : Riley (Simon Baker)
- 2005 : Jarhead : La Fin de l'innocence : Fergus O'Donnell (Brian Geraghty)
- 2005 : Reeker : Radford (Eric Mabius)
- 2005 : Habana Blues : Ruy (Alberto Yoel)
- 2006 : La Cité interdite : le prince Jai (Jay Chou)
- 2006 : Playboy à saisir : Demo (Bradley Cooper)
- 2006 : La Prophétie des Andes : John (Matthew Settle)
- 2007 : American Gangster : Stevie Lucas (Clifford Joseph « T.I. » Harris Jr.)
- 2007 : Mr. Brooks : M. Smith (Dane Cook)
- 2007 : Dead Silence : Jamie Ashen (Ryan Kwanten)
- 2007 : Transformers : le sergent Donnelly (Zack Ward)
- 2007 : Steppin' : Noel (Jermaine Williams)
- 2008 : Sexy Dance 2 : Chase Collins (Robert Hoffman)
- 2008 : Che, 2e partie : Guerilla : Inti (Cristian Mercado)
- 2008 : Angles d'attaque : Enrique (Eduardo Noriega)
- 2009 : John Rabe, le juste de Nankin : le commandant Ose (Arata Iura)
- 2009 : Baaria : Peppino Torrenuova (Francesco Scianna)
- 2010 : Mords-moi sans hésitation : Edward Sullen (Matt Lanter)
- 2010 : Love, et autres drogues : Trey Hannigan (Gabriel Macht)
- 2010 : Brighton Rock : Pinkie Brown (Sam Riley)
- 2010 : The Man from Nowhere : Cha Tae-sik (Won Bin)
- 2011 : Headhunters : Roger Brown (Aksel Hennie)
- 2011 : Bienvenue à Monte-Carlo : Owen (Cory Monteith)
- 2011 : Le Dernier Royaume : Han Xin (Andy On)
- 2012 : La Véritable Histoire d'Edward et Bella, chapitre IV et demi : Indigestion : Edward Cullen (Eric Callero)
- 2012 : Cinq ans de réflexion : Ming (Randall Park)
- 2012 : Devil Inside : le père Ben Rawlings (Simon Quarterman)
- 2013 : The Agent : Pyo Jong-seong (Ha Jeong-woo)
- 2013 : The Patrol (en) : le capitaine William Richardson (Ben Righton)
- 2013 : New World : Lee Jung-gu (Park Seong-woong)
- 2013 : Monsoon Shootout : Shiva (Nawazuddin Siddiqui)
- 2014 : Une virée en enfer 3 : Jordan Wells (Jesse Hutch)
- 2014 : Monsters: Dark Continent : Michael (Sam Keeley)
- 2014 : Captain America : Le Soldat de l'hiver : Jack Rollins (Callan Mulvey)
- 2015 : Gridlocked : Scott Calloway (Steve Byers)
- 2015 : Chappie : Chappie (Sharlto Copley)
- 2015 : NWA: Straight Outta Compton : Bryan Turner (Tate Ellington)
- 2015 : Gunman : un docteur (Prasanna Puwanarajah)
- 2015 : Hacker : Daniels (Abhi Sinha)
- 2015 : Paul Blart: Mall Cop 2 : Eduardo Furtillo (Eduardo Verástegui)
- 2016 : Je ne vois que toi : Daniel (Wes Chatham)
- 2016 : USS Indianapolis : Men of Courage : le lieutenant Standish (Callard Harris)
- 2016 : Jack Reacher: Never Go Back : le chasseur (Patrick Heusinger)
- 2016 : À ceux qui nous ont offensés : Kenny (Killian Scott)
- 2016 : Instinct de survie : le premier surfer (Angelo José Lozano Corzo)
- 2016 : L. B. Johnson, après Kennedy : Kenneth O'Donnell (en) (Michael Mosley)
- 2017 : D'abord, ils ont tué mon père : voix additionnelles
- 2017 : Bright : le shérif Rodriguez (Jay Hernandez)
- 2017 : Permission : Reece (Morgan Spector)
- 2018 : Moi, Tonya : Jeff Gilooly (Sebastian Stan)
- 2018 : BlacKkKlansman : J'ai infiltré le Ku Klux Klan : David Duke (Topher Grace)
- 2018 : Bleach : Renji Abarai (Taichi Saotome (en))
- 2018 : Profile : Abu Bilel Al-Britani (Shazad Latif)
- 2019 : Shaft : le commandant Gary Cutworth (Matt Lauria)
- 2019 : Hala : M. Lawrence (Gabriel Luna)
- 2019 : Doctor Sleep : un magicien (Shane Brady)
- 2019 : The Informer : Gomez (Arturo Castro)
- 2020 : The Last Days of American Crime : Carl Wrightson (Johann Vermaak)
- 2021 : Comme des proies (en) : Albert (Hanno Koffler)
- 2021 : Meskina (nl) : Amin (Nasrdin Dchar)
- 2021 : Super Speed : Jet Sung (Kao Ying-Hsuan)
- 2022 : Bon vent (tr) : ? (?)
- 2022 : Love & Gelato (en) : Cosimo Albani (Luca Seta)
- 2022 : Fullmetal Alchemist : La Vengeance de Scar : le grand frère de Scar (Yūsuke Ohnuki)
- 2022 : A Jazzman's Blues : le shérif Jackson (Brad Benedict)
- 2022 : Decision to Leave : ? (?)
- 2022 : Emily the Criminal : Khalil (Jonathan Avigdori)
- 2022 : L'Emprise du démon : Art (Nick Blood)
- 2022 : Et l'amour dans tout ça ? : Farooq Khan (Mim Shaikh)
- 2023 : Plus tard, j'atteindrai les étoiles : Clint Logan (Eric Johnson)
- 2023 : Nos soirées gâteaux-bar (en) : ? (?)
- 2023 : Un lutin pour Noël : Trip (Pasquale « Lillo » Petrolo (it))
- 2023 : L'Affaire de la mutinerie du Caine : le lieutenant Willis Keith (Tom Riley)
- 2024 : The Beekeeper : l'agent Matt Wiley (Bobby Naderi)
- 2024 : Space Cadet (en) : Logan O'Leary (Tom Hopper)
- 2024 : The Apprentice : Fred Trump Jr. (Charlie Carrick (en))
- 2024 : The Merry Gentlemen (en) : Troy (Colt Prattes)
- 2024 : Our Little Secret : Logan (Ian Harding)
- 2025 : Demain est un autre jour : Julian (Federico Rodriguez)

#### Films d'animation
- 2001[5] : Pokémon : Celebi, la voix de la forêt : James
- 2002 : Le Bossu de Notre-Dame 2 : Le Secret de Quasimodo : voix additionnelles
- 2003 : Batman : La Mystérieuse Batwoman : Kevin
- 2004 : Pokémon : La Destinée de Deoxys : James
- 2004 : La Ferme se rebelle : voix additionnelles
- 2004 : Le Fil de la vie : un mendiant
- 2019 : La Grande Aventure Lego 2 : Balthazar
- 2019 : Batman : Silence : Thomas Elliot
- 2020 : Altered Carbon: Resleeved (en) : Ogai
- 2021 : Mobile Suit Gundam: L'Éclat de Hathaway (en) : Kenneth Sleg
- 2021 : Evangelion: 3.0+1.0 Thrice Upon a Time : voix additionnelles
- 2022 : Scrooge : Un (mé)chant de Noël : Bob Cratchit[6]
- 2023 : Mars Express : Lem (création de voix)

### Télévision

#### Téléfilms
- Jesse Hutch dans (12 téléfilms) :
  - Un millier de flocons (2013) : Brady Lewis
  - Coup de foudre à Harvest Moon (2015) : Brett
  - Robert Durst a-t-il tué sa femme ? (2017) : Henry Luttman
  - Le Fiancé de glace (2017) : Cole
  - Prise au piège dans ma maison (2017) : Kyle
  - Alerte enlèvement : ma fille a disparu ! (2018) : Jake
  - Mon fils sous emprise (2018) : Harry
  - Les mystérieux fiancés de Noël (2019) : Ed Willoughby
  - Un hôtel pour deux à Noël (2020) : Lucas
  - Noël au château (2020) : Adam Johnson
  - Il faut sauver la boutique de Noël (2022) : Grant
  - Coup de foudre à l'auberge de Noël (2022) : Graham

- Brendan Penny dans (7 téléfilms) :
  - Un Noël à la maison (2015) : Dean Hubert
  - Un Noël à New York (2017) : Nate
  - Amour, duel et pâtisserie (2020) : Andrew York
  - Un Noël plein de charme (2020) : Greg Matthews
  - Là où se cache l'amour (2021) : Cory Cronin
  - Un merveilleux Noël en famille (2023) : Paul
  - Le Cottage des mariages (2023) : Evan Stanford

- Donny Boaz (en) dans (7 téléfilms) :
  - Un ex-fiancé en cadeau (2018) : Will Collins
  - Piégée dans la vie de ma sœur jumelle (2018) : Grady
  - Mensonges et manipulation (2018) : Tony Sorno
  - La Maison sur la plage (2018) : Palmer Rudland
  - Douze chiots pour Noël (2019) : Martin
  - Un cadavre dans le grenier (2023) : Ethan
  - Le Secret de l'île (2023) : Frank

- Josh Kelly dans (4 téléfilms) :
  - Le voyage surprise de Noël (2017) : Jared
  - La femme secrète de mon mari (2018) : Alex
  - La romance photo de Noël (2018) : Mike Phillips
  - Confessions d'une ado diabolique (2020) : M. Davenport

- Jason-Shane Scott dans :
  - Liaison interdite avec mon étudiant (2018) : Scott
  - Un cours très particulier (2019) : Coach Lerner
  - Nos vies volées (2021) : Grant Bradshaw

- Kevin McGarry dans :
  - Coup de foudre au château de glace (2019) : Craig
  - Père Noël incognito (2019) : Colin Hauer
  - Le Voile magique de la mariée (2022) : Peter

- Colt Prattes dans :
  - Dirty Dancing (2017) : Johnny Castle
  - Un Noël de Blanche Neige (2018) : Lucas Prince
  - Situation indélicate : Mark

- Lucas Bryant dans :
  - L'Ange secret de Noël (2020) : Matthew Anderson
  - Mon miracle de Noël (2022) : Matthew Jamison

- 2012 : Le Lycée de la honte : Jack (Matthew Alan)
- 2014 : De retour vers Noël : Nick (Jonathan Patrick Moore (en))
- 2015 : En cavale pour Noël : Dash (Andrew W. Walker)
- 2017 : Coach en mariage et... célibataire ! : Nick (Kavan Smith)
- 2018 : Coup de foudre sous les tropiques : Trevor Copeland (Paul O'Brien (en))
- 2019 : Séparée de ma fille à la naissance : Michael Parker (Rusty Joiner (en))
- 2019 : Qui est vraiment mon mari ? : Jason (Matt Cohen)
- 2020 : Dans les griffes d'un mythomane : Miles (Nick Ballard)
- 2021 : 20 ans à nouveau ! : Josh Turner (Wyatt Nash (en))
- 2021 : Le dernier roman de Mary : ? (?)
- 2022 : Trahison mortelle dans l'équipe : Vargas (Justin Berti)
- 2022 : Un cadeau royal pour Noël : le prince Edmond (Jordan Renzo (en))
- 2023 : Selma et Madison : À la vie, à la mort : Rusty [Qui ?]
- 2023 : Les Crimes d'une mère : Rick (Jonathan Stoddard)

#### Séries télévisées
- Michael Mosley dans (14 séries) :
  - Kidnapped (2006-2007) : Malcolm Atkins (13 épisodes)
  - Mentalist (2009) : le shérif Hardy (saison 1, épisode 23)
  - Three Rivers (2009) : JC Dawson (saison 1, épisode 1)
  - Scrubs (2009-2010) : Drew Suffin (13 épisodes)
  - Castle (2010-2015) : Jerry Tyson / Michael Boudreau  (4 épisodes)
  - Justified (2011) : Kyle Easterly (3 épisodes)
  - Happy Endings (2011) : Malcolm (saison 1, épisode 3)
  - Longmire (2012-2014) : Sean Keegan (7 épisodes)
  - Sirens (2014-2015) : Johnny (23 épisodes)
  - Rush Hour (2016) : Jack Douglas (saison 1, épisode 12)
  - Seven Seconds (2018) : Joe « Fish » Rinaldi (10 épisodes)
  - FBI (2018) : l'U.S. Marshal Paul Ackerman (saison 1, épisode 9)
  - DC Titans (2019) : Dr Arthur Light (4 épisodes)
  - Next (en) (2020) : C.M (10 épisodes)
  - Ballard (série télévisée) (2025) : Ted Rawls (10 épisodes)

- Gilles Marini dans (10 séries) :
  - Nip/Tuck (2009) : Renaldo Panettiere (2 épisodes)
  - Brothers and Sisters (2009-2011) : Luc Laurent (35 épisodes)
  - Castle (2011) : Tobias Strange (1 épisode)
  - Modern Family (2011) : Julian (1 épisode)
  - Switched (2011-2014) : Angelo Sorrento (54 épisodes)
  - Les Mystères de Laura (2014) : Tom Burke (1 épisode)
  - Les McCarthy (2014) : Maurice (1 épisode)
  - Devious Maids (2014-2015) : Sebastian Dussault (14 épisodes)
  - Teen Wolf (2016) : Sebastien Valet (3 épisodes)

- Raza Jaffrey dans (7 séries) : 
  - Smash (2012) : Dev Sundaram (15 épisodes)
  - Homeland (2014) : Aasar Khan (7 épisodes)
  - New York, unité spéciale (2014) : A.D.A (saison 15, épisode 24)
  - Meurtres au paradis (2014) : Adam Frost (saison 3, épisode 4)
  - Elementary (2014-2015) : Andrew Paek (4 épisodes)
  - Code Black (2015-2016) : Dr Neal Hudson (18 épisodes)
  - The Enemy Within (2019) : Daniel Zain (13 épisodes)

- Geoff Stults dans (6 séries) : 
  - Bones (2011) : Walter Sherman (saison 6, épisode 19)
  - The Finder (2012) : Walter Sherman (13 épisodes)
  - Ben and Kate (2012-2013) : Will (6 épisodes)
  - Enlisted (2014) : le sergent Pete Hill (13 épisodes)
  - The Odd Couple (2015-2017) : Murph (15 épisodes)
  - Cowboy Bebop (2021) : l'agent Chalmers

- Sam Witwer dans (5 séries) :
  - Smallville (2008-2009) : Davis Bloome (22 épisodes)
  - Being Human (2011-2014) : Ian Daniel « Aidan » Waite (52 épisodes)
  - Rosewood (2015) : Heath Casablanca (saison 1, épisode 10)
  - Supergirl (2018-2020) : Benjamin Lockwood / l'agent Liberty (23 épisodes)
  - Riverdale (2019) : M. Chipping (5 épisodes)

- Patrick Heusinger (en) dans (4 séries) :
  - Gossip Girl (2008) : Lord Marcus Beatton / James Schuller (4 épisodes)
  - Revolution (2013) : Adam (3 épisodes)
  - Castle (2013) : Raymond Vance (saison 6, épisode 4)
  - Casual (2015) : Michael Carr (7 épisodes)

- Paulo Costanzo dans (4 séries) :
  - Royal Pains (2009-2016) : Evan R. Lawson (104 épisodes)
  - Esprits criminels (2014) : Shane Wyeth (saison 9, épisode 12)
  - The Good Fight (2017) : Keith Fisk (saison 1, épisode 5)
  - Designated Survivor (2017-2018) : Lyor Boone (22 épisodes)

- Taylor Kinney dans (4 séries) :
  - Vampire Diaries (2010-2011) : Mason Lockwood (10 épisodes)
  - Chicago Fire (depuis 2012) : le lieutenant Kelly Severide
  - Chicago Police Department (2014-2020) : le lieutenant Kelly Severide (11 épisodes)
  - Chicago Med (2015-2020) : le lieutenant Kelly Severide (9 épisodes)

- Ebon Moss-Bachrach dans (4 séries) : 
  - Damages (2010) : Nick Salenger (8 épisodes)
  - Person of Interest (2013-2016) : Michael Cole (saison 2, épisode 16 et saison 5, épisode 12)
  - Girls (2014-2017) : Desi Harperin (25 épisodes)
  - The Punisher (2017) : David Lieberman / Micro (12 épisodes)

- Chris Conner dans (4 séries) : 
  - Burn Notice (2010) : Stuart (saison 4, épisode 14)
  - Mentalist (2015) : Jeff Bordick (saison 7, épisode 6)
  - Colony (2017) : Dr Weisman (saison 2, épisode 6)
  - Altered Carbon (2018-2020) : Poe (18 épisodes)

- Charlie Carrick (en) dans (4 séries) :
  - Genius (2018) : Manuel Pallarès i Grau (saison 2)
  - Deep Water (2019) : Winston Hill Toovey (mini-série)
  - Departure (2021) : Richard Bright (saison 2)
  - Nous les menteurs (2025) : Sam

- James D'Arcy dans : 
  - Ancient Rome: The Rise and Fall of an Empire (2006) : Tiberius Gracchus
  - Homeland (2018) : Thomas Anson
  - The Hot Zone (2019) : Trevor Rhodes

- Enver Gjokaj dans : 
  - Made in Jersey (2012) : Tommy Ligand (4 épisodes)
  - Agent Carter (2015-2016) : l'agent Daniel Sousa (18 épisodes)
  - Emergence (2019-2020) : l'agent Ryan Brooks (6 épisodes)

- Eddie Cahill dans :
  - Les Experts : Manhattan (2004-2013) : Don Flack (197 épisodes)
  - Conviction (2016-2017) : Conner Wallace (13 épisodes)

- Jonah Lotan dans : 
  - 24 Heures chrono (2006) : Spenser Wolff (6 épisodes)
  - Fearless (2017) : Logan Bradley (mini-série)

- Kardo Razzazi (sv) dans :
  - Les Enquêtes du commissaire Winter (2010) : Mozzafar Kerim
  - Meurtres à Åre (sv) (2025) : Daniel Lindskog

- Alex Dimitriades dans :
  - La Gifle (2011) : Harry
  - Les Sept Vérités (2017) : Joe Marin

- Josh Dallas dans : 
  - Once Upon a Time (2011-2018) : James, le prince charmant / David Nolan (134 épisodes)
  - Manifest (2018-2023) : Benjamin « Ben » Stone (63 épisodes)

- Matthew Rhys dans :
  - Perry Mason (2020-2023) : Perry Mason (16 épisodes)
  - Extrapolations (2023) : Junior (saison 1, épisode 1)

- Richard Gadd dans :
  - Wedding Season (en) (2022) : Conrad Lennox
  - Mon petit renne (2024) : Donny Dunn (mini-série)

- Gerardo Celasco dans :
  - Devil in Ohio (2022) : l'inspecteur Lopez (mini-série)
  - The Waterfront (2025) : l'agent Marcus Sanchez

- Pej Vahdat dans :
  - The Old Man (2022-2024) : Faraz Hamzad, jeune (7 épisodes)
  - Tracker (2025) : Leonard « Leo » Sharf (saison 2)

- Angela's Eyes : Dozer (Joe Cobden)
- La Famille Safari : Olivier Banks (Calvin Goldspink)
- Les Experts : Miami : Paul Varnette (Jeremy Garrett)
- 2004-2005 : Un, dos, tres : Nacho Salinas (William Miller)
- 2005-2007 : Le Destin de Lisa : Julien Decker (Oliver Bokern)
- 2007 : Traveler : Ennemis d'État : Jay Burchell (Matthew Bomer) (8 épisodes)
- 2008 : Les Experts : Miami : l'inspecteur Christian Brunner (Kirk B.R. Woller)
- 2008 : Samurai Girl : Dr Thomas Fleming (Warren Christie) (épisodes 2 et 4)
- 2010-2017 : Pretty Little Liars : Ezra Fitz (Ian Harding) (157 épisodes)
- 2011 : Injustice : David Canning (Stephen Haganah) (mini-série)
- 2012 : Real Humans : 100 % humain : Léo (Andreas Wilson)
- 2013 : Journal d'une ado hors norme : Dr Nick Kassar (Shazad Latif) (5 épisodes)
- 2015 : Revenge : Kevin Hunter (Christopher Wiehl) (saison 4, épisode 18)
- 2015-2017 : Grey's Anatomy : Dr Nathan Riggs (Martin Henderson) (48 épisodes)
- 2015-2018 : UnREAL : Jeremy Caner (Josh Kelly) (30 épisodes)
- 2015-2019 : Poldark : Ross Poldark (Aidan Turner) (43 épisodes)
- 2016 : Good Girls Revolt : Max (Nick George)
- 2016-2017 : Billions : Michael Dimonda (Sam Gilroy)
- 2016-2020 : Westworld : Hector Escaton (Rodrigo Santoro) (14 épisodes)
- 2017 : Wormwood : Vincent Ruwet (Scott Shepherd) (mini-série)
- 2017 : Fearless : Hamid (David Mumeni)
- 2017 : The Tick : Overkill (Scott Speiser)
- 2017 : Bad Blood : Vito Rizzuto jeune (Gianpaolo Venuta) (saison 1, épisode 1)
- 2017 : Taken : Faaron (Simu Liu) (10 épisodes)
- 2017 : Maltese : Mauro Licata (Francesco Scianna) (mini-série)
- 2017-2018 : Superstition : James (Joaquin Montes)
- 2017-2020 : Dark : Torben Wöller (Leopold Hornung)
- 2017-2020 : Marvel : Les Agents du SHIELD : Deke Shaw (Jeff Ward (en)) (45 épisodes)
- 2018 :
- 2018 : The First : Nick Fletcher (James Ransone)
- 2018-2019 : L'Arme fatale : Wesley « Wes » Cole (Seann William Scott)
- 2019 : What/If : Marcos Ruiz (Juan Castano)
- 2019 : The I-Land : Brody (Alex Pettyfer) (mini-série)
- 2019 : Traitors : Peter McCormick (Matt Lauria) (épisodes 1 et 2)
- 2019-2022 : Pennyworth : Thomas Wayne (Ben Aldridge) (28 épisodes)
- 2020 : Why Women Kill : Eli Cohen (Reid Scott)
- 2020 : Le Jeu de la dame : Townes (Jacob Fortune-Lloyd) (mini-série)
- 2020-2022 : La Unidad : Andrés (Víctor Duplá)
- 2021 : La Cuisinière de Castamar : Francisco Marlango (Maxi Iglesias) (12 épisodes)
- 2021-2024 : NCIS: Hawaiʻi : Jesse Boone (Noah Mills) (54 épisodes)
- depuis 2021 : FBI: International : Scott Forrester (Luke Kleintank)
- 2022 : La Femme qui habitait en face de la fille à la fenêtre : Neil (Tom Riley) (mini-série)
- 2022 : The Guardians of Justice : Awesome Man (Derek Mears)
- 2022 : Yakamoz S-245 : le serveur (Alper Saldıran)
- 2022 : Money Heist : Korea – Joint Economic Area : Park Sun-ho / le Professeur (Yu Ji-tae)
- 2022 : The Crown : Jonathan Dimbleby (Ben Warwick) (saison 5, épisode 5)
- 2022 : S.W.A.T. : Eduardo Ortiz (Jero Medina) (saison 5, épisodes 11 et 17)
- 2022 : Dirty Lines (nl) : Leon DeWolff (Benja Bruijning)
- 2022 : Mammifères (en) : Jeff Wilson (Colin Morgan) (6 épisodes)
- 2022 : Angelyne : le directeur de casting (Kurt Quinn) (mini-série)
- 2022 : The Golden Hour (nl) : Mardik Sardagh (Nasrdin Dchar) (6 épisodes)
- 2022 : Hudson et Rex : Jack Hudson (Steve Lund) (saison 5, épisode 2)
- 2022 : 61st Street (en) : Michael Rossi (Patrick Mulvey) (saison 1)
- 2022 : La Fille de tes rêves (tr) : Tolga (Buğra Gülsoy (tr)
- 2023 : La Diplomate : ? (?)
- 2023 : A Body That Works (en) : Ido Avrahami (Yehuda Levi)
- 2023 : Deadloch : James King (Nick Simpson-Deeks)
- 2023 : Fear the Walking Dead : Adrian (Jonathan Medina) (saison 8, épisode 2)
- 2023 : Toute la lumière que nous ne pouvons voir : Herr Seidler (Ed Skrein) (mini-série)
- 2023 : Los Farad (es) : ? (?)
- 2023-2024 : The Big Door Prize : Giorgio (Josh Segarra)
- 2023-2024 : The Curse : Dougie Schecter (Benny Safdie)
- 2024 : Double Piège : Eddie Walker (Marcus Garvey) (mini-série)
- 2024 : Ancestral : ? (?)
- 2024 : Mr. et Mrs. Smith : l'autre John (Wagner Moura)
- 2024 : The Gentlemen : Freddy Horniman (Daniel Ings)
- 2024 : Sunny : Masa Sakamoto (Hidetoshi Nishijima)
- 2024 : Les Morceaux de notre vie (pt) : Vicente França (João Vitti)
- 2025 : La Meneuse : Finn (Christopher Nicholas Smith (en))
- 2025 : Surface (en) : Callum Walsh (Gavin Drea (en)) (saison 2)
- 2025 : Mauvais suspect (en) : le lieutenant Hale [Qui ?]
- 2025 : Complicités : Matt Bowen (Bobby Naderi) (mini-série)
- 2025 : Sans merci (en) : Nam Gi-seok (Lee Joon-hyuk (en))

#### Séries d'animation
- 1980-1981[n 1] : Ashita no Joe : le commentateur (2e voix, épisodes 27 à 47), Matsuki, Rikiishi et Squelettor (2e voix)
- 1999-2000 : Dilbert : Ratbert
- 2000-2004 : Hamtaro : Babos
- 2001-2006 : La Ligue des justiciers : Captain Marvel
- 2008-2010 : Willa! : Blaise l'ours et Pala
- 2012-2016 : Les Nouvelles Aventures de Peter Pan : Jake Sorrow (création de voix)
- 2015-2017 : Le Show de M. Peabody et Sherman : Harry Houdini, Marco Polo, Orville Wright, Mark Twain, John Sutter, Général Rageant, Heckler (saison 2, épisode 13), William Shakespeare
- 2016 : Dinotrux : Carka (saison 2, épisode 7)
- 2016 : Kazoops! (en) : Stan
- 2018 : Back Street Girls : Takemura
- 2022 : Transformers: BotBots (en) : Spud Muffin
- 2022 : Lastman Heroes : Siri adulte (création de voix)
- 2024 : The Grimm Variations : Roger et le professeur
- 2025 : Votre fidèle serviteur Spider-Man : Richard Parker[n 2]

### Jeux vidéo
- 2017 : Dishonored : La Mort de l'Outsider : Ivan Jacobi
- 2017 : Mass Effect: Andromeda : voix additionnelles
- 2018 : Spider-Man : voix additionnelles
- 2020 : The Last of Us Part II : Jesse
- 2021 : Final Fantasy XIV: Endwalker : Hoary Boulder
- 2024 : Dragon Age: The Veilguard : Makal Damas
- 2024 : Star Wars Outlaws : voix additionnelles
- 2025 : Assassin's Creed Shadows : ?
- 2025 : Death Stranding 2: On the Beach : Neil[n 3]

## Voix off
- La Soirée de l'étrange : la 1re voix off de l'émission